# ملانی مارگالیس
ملانی مارگالیس (انگلیسی: Melanie Margalis؛ زادهٔ ۳۰ دسامبر ۱۹۹۱) یک شناگر اهل ایالات متحده آمریکا است.
وی در مسابقات کشوری و بین‌المللی در مجموع برندهٔ ۲ مدال طلا، ۲ مدال برنز شده‌است.